# Marian Kolasa
Marian Kolasa (né le 12 août 1959 à Gdańsk) est un athlète polonais spécialiste du saut à la perche.

## Biographie
Son frère, Adam Kolasa, est également perchiste.

### Palmarès
| Date | Compétition                    | Lieu         | Résultat | Performance |
| ---- | ------------------------------ | ------------ | -------- | ----------- |
| 1984 | Championnats d'Europe en salle | Göteborg     | 6e       | 5,50 m      |
| 1985 | Jeux mondiaux en salle         | Paris        | 4e       | 5,50 m      |
| 1986 | Championnats d'Europe en salle | Madrid       | 2e       | 5,70 m      |
| 1987 | Championnats d'Europe en salle | Liévin       | 3e       | 5,80 m      |
| 1987 | Championnats du monde en salle | Indianapolis | 5e       | 5,75 m      |
| 1987 | Championnats du monde          | Rome         | 4e       | 5,80 m      |

### Records
| Épreuve          | Épreuve      | Performance | Lieu               | Date                                |
| ---------------- | ------------ | ----------- | ------------------ | ----------------------------------- |
| Saut à la perche | En plein air | 5,80 m      | Kamp-Lintfort Rome | 1er septembre 1986 5 septembre 1987 |
| Saut à la perche | En salle     | 5,81 m      | Prague             | 13 février 1986                     |